# Tyloderma
Tyloderma är ett släkte av skalbaggar. Tyloderma ingår i familjen vivlar.

## Dottertaxa tillTyloderma, i alfabetisk ordning[1]
- Tyloderma aenea
- Tyloderma aeneotinctum
- Tyloderma aerea
- Tyloderma angustula
- Tyloderma baridia
- Tyloderma baridoidium
- Tyloderma brassicae
- Tyloderma contusa
- Tyloderma cuprea
- Tyloderma elegantula
- Tyloderma fasciatus
- Tyloderma foveolata
- Tyloderma fragariae
- Tyloderma fulvicornis
- Tyloderma innotata
- Tyloderma laevicollis
- Tyloderma longus
- Tyloderma maculata
- Tyloderma minima
- Tyloderma morbillosus
- Tyloderma nigromaculata
- Tyloderma nigrum
- Tyloderma obliquata
- Tyloderma punctatum
- Tyloderma rufescens
- Tyloderma setaria
- Tyloderma striata
- Tyloderma subpubescens
- Tyloderma variegata